# 路加福音第8章
路加福音8章是《新約聖經·路加福音》的第8章，全章共有56節。

## 内容与分段

### 供给耶稣的女门徒
在路加福音8章的第1-3节，说到耶稣和十二门徒周游各城各乡传道，有一些得到医治，脱离恶灵和疾病的妇女，包括抹大拉人马利亚（曾有七个鬼从她身上赶出来）、希律的管事苦撒的妻子约亚拿，以及苏撒拿等好些妇女，都用自己的财物供给耶稣及其门徒。 

### 撒种的比喻
在路加福音8章的4-18节，记载耶稣使用撒种的比喻施教，用以解释神国的奥秘；随后又用寓意解经的方法，来解释这个比喻：撒种的是主自己；种子就是神的道；路旁是指被道路的交通所硬化的心，使神的道难以进去；飞鸟象征撒但；磐石（土浅石头地）象征有的心接受神的道是肤浅的，因为深处有石头，无法生根，在试炼的时候，就退后了；荆棘象征今生的思虑、钱财和宴乐，挤住了神的道，使道不能在心里长大、成熟。 

### 耶稣真正的亲人
在19-21节，记载耶稣承认真实的亲属：“这些听了神的话而实行的人，就是我的母亲，我的弟兄了”；

### 平静风暴
22-25节，记载耶稣在海上斥责风浪，平静风暴；

### 赶逐群鬼
26-39节，记载耶稣在格拉森人的地方，从鬼附的人身上赶逐了大群的鬼，使它们进入猪里面，投入海中。于是养猪者和当地居民央求耶稣离开；

### 医好血漏妇人，复活死女
40-56节，记载耶稣医治好一名患血漏12年的妇人，并叫管会堂者已死的12岁女儿复活。 

## 相关研究

### 对观福音研究
在对观福音中，路加福音8章5-15节撒种的比喻，也可见于马太福音13章的3-23节，以及马可福音4章的2-20节。16-18节关于灯的比喻，也可见于马可福音4章的21-25节。19-21节耶稣关于耶稣真正亲人的比喻，也可见于马太福音12章的46-50节，以及马可福音3章的31-35节。22-25节关于耶稣平静风暴的事迹，也可见于马太福音8章的23-27节，以及马可福音4章的36-41节。26-39节关于耶稣赶逐群鬼的事例，也可见于马太福音8章的28-34节，以及马可福音5章的1-20节。41-56节关于耶稣医治患血漏症的妇人，以及使女孩复活的事例，也可见于马太福音9章的18-26节，以及马可福音5章的22-43节。

## 附註及參考
1. ↑  路加福音8章1-3节
2. ↑  路加福音8章5-15节
3. ↑  路加福音8章21节
4. ↑  路加福音8章40-56节

## 外部連結
- 路加福音第8章（和合本） （页面存档备份，存于）

| 先前 路加福音7章 | 新約聖經的章節 路加福音 | 其後 路加福音9章 |